# Držina
Držina (en serbe cyrillique : Држина) est un village de Serbie situé dans la municipalité de Pirot, district de Pirot. Au recensement de 2011, il comptait 381 habitants.

## Démographie
| 1948  | 1953  | 1961 | 1971 | 1981 | 1991 | 2002 | 2011 |
| ----- | ----- | ---- | ---- | ---- | ---- | ---- | ---- |
| 1 168 | 1 151 | 975  | 850  | 679  | 593  | 472  | 381  |

|  |